# Toni Wilhelm
Toni Paul Wilhelm (* 5. Februar 1983 in Lörrach) ist ein deutscher Windsurfer.

## Leben
Toni Wilhelm hat ein Studium der Sportwissenschaften abgeschlossen. Der Athlet des Württembergischen Yacht-Club war zunächst als in der Klasse Mistral aktiv. Hier nahm er 2002 auf dem Neusiedlersee erstmals an Europameisterschaften teil und wurde 31. Gegen Ende des Jahres erreichte er bei seinen ersten Weltmeisterschaften in Pattaya den 47. Platz. Im Jahr darauf folgte bei den Europameisterschaften in Mondello der 33. und bei den Weltmeisterschaften in Cádiz der 27. Platz. Einen ersten Rang unter den besten Zehn erreichte Wilhelm in Çeşme, wo er Achter der Weltmeisterschaften war. Bei den Europameisterschaften kurz darauf in Sopot belegte er Rang 13. Zum ersten Karrierehöhepunkt und Abschluss der Karriere auf dem Mistral wurden die Olympischen Sommerspiele 2004 in Athen. Dort erreichte er den 30. Platz.
Nach den Spielen wechselte Wilhelm zum RS:X, das von nun an olympisch sein sollte. Der Wechsel erfolgte ohne nennenswerte Probleme. Schon 2004 nahm er in Alaçati an den Europameisterschaften teil und belegte Platz 18. Im Frühherbst folgten die Weltmeisterschaften auf dem Gardasee, bei denen er mit Rang acht die Top Ten erreichte. Weniger erfolgreich verliefen die beiden folgenden Jahre. Bei den Europameisterschaften in Limassol und Brest wurde Wilhelm 20. und 29., bei den Weltmeisterschaften in Cascais und Auckland 35. und 27. Damit verpasste er auch die Olympischen Sommerspiele 2008 in Peking. Danach besserten sich die Leistungen wieder. Die Weltmeisterschaften vor Weymouth und der Isle of Portland 2009 brachten den 18. Rang, 2010 in Kerteminde verpasste er als Vierter nur knapp den Gewinn einer ersten internationalen Medaille. Die Weltmeisterschaften 2011 in Perth beendete Wilhelm als 15. Wieder in die Top Ten schaffte er es bei den Europameisterschaften 2012 in Madeira und den Weltmeisterschaften in Cádiz als Sechster und Achter. Damit hat er sich für die Olympischen Sommerspiele 2012 in London qualifiziert. Dort verpasste er um nur vier Punkte als Viertplatzierter gegen Przemysław Miarczyński die Bronzemedaille. Bei den Olympischen Sommerspielen 2016 in Rio de Janeiro belegte Wilhelm den sechsten Platz.